# Ottagono Ca' Roman
L'Ottagono Ca' Roman è un'isola della laguna Veneta, appartenente al sistema dei cinque ottagoni. È situata di fronte alla località di Ca' Roman, presso Pellestrina, è ampio 0,0020 km² ed è proprietà del demanio.
Quest'isola fu inserita nel sistema di fortificazioni che la Repubblica di Venezia realizzò contro 
attacchi alla laguna dall'Adriatico, fu edificata probabilmente su una preesistente fortificazione in sassi e palafitte. Fu modificata sotto gli austriaci e utilizzata come fortilizio sino alla seconda guerra mondiale.
Attualmente si possono scorgere una postazione di guardia ed un bunker risalente alla seconda guerra mondiale. Nel mezzo dell'isola sorge una piattaforma in cemento armato, di forma circolare, che probabilmente venne usata come sede dell'artiglieria.
L'ottagono Ca' Roman attualmente si presenta in stato di abbandono e di grave degrado, tanto che, molte strutture conservate al suo interno risultano pericolanti.